# Imigração portuguesa no estado de São Paulo
A imigração portuguesa no estado de São Paulo compreende o fluxo migratório oriundo de Portugal para o estado situado no Sudeste do Brasil.

#### Histórico
Até as últimas décadas do século XIX, a maioria dos imigrantes que se dirigiam para a província de São Paulo eram portugueses. Com a lei Eusébio de Queirós, proibindo o tráfico negreiro para o Brasil, os fazendeiros passam a procurar uma alternativa ao trabalho escravo, mesmo que ainda de modo tímido. Em 1855, segundo José Joaquim Machado de Oliveira, encarregado de obter as estatísticas da província na época, havia pelo menos 625 colonos portugueses espalhados por 15 das 31 colônias de estrangeiros existentes nas fazendas paulistas do período. Nestas colônias de parceria, a maioria vivia ao lado de outros colonos (alemães, suíços etc.), porém havia algumas exclusivamente compostas por portugueses: Em Campinas, a Colônia dos Dores, com 37, e a da fazenda de Antonio Rodrigues Barboza, com 22; Em Taubaté, as colônias Independência e Paraíso, contando juntas 204 colonos; Em Araraquara, a colônia de Pouso Alegre do José, com 44 pessoas; e, por fim, em Rio Claro, a colônia da fazenda de Domingos José da Costa Alves, com 54.
No Censo de 1872, foram contados 6 399 portugueses na província de São Paulo, 21,6% do total dos estrangeiros (incluindo africanos livres e escravos). Contabilizando apenas os imigrantes que vieram ao país por livre vontade, este número subia para 44,6% do total. Os municípios com maior quantidade de portugueses eram São Paulo (999), Campinas (770), Bananal (683), Mogi Mirim (340), Limeira (323), Rio Claro (256), Guaratinguetá (186), Itapetininga (182), Sorocaba (170) e Amparo (163). Outros municípios com mais de uma centena de portugueses incluem Paraibuna, Jundiaí, Cruzeiro, Queluz, São Roque e Taubaté.

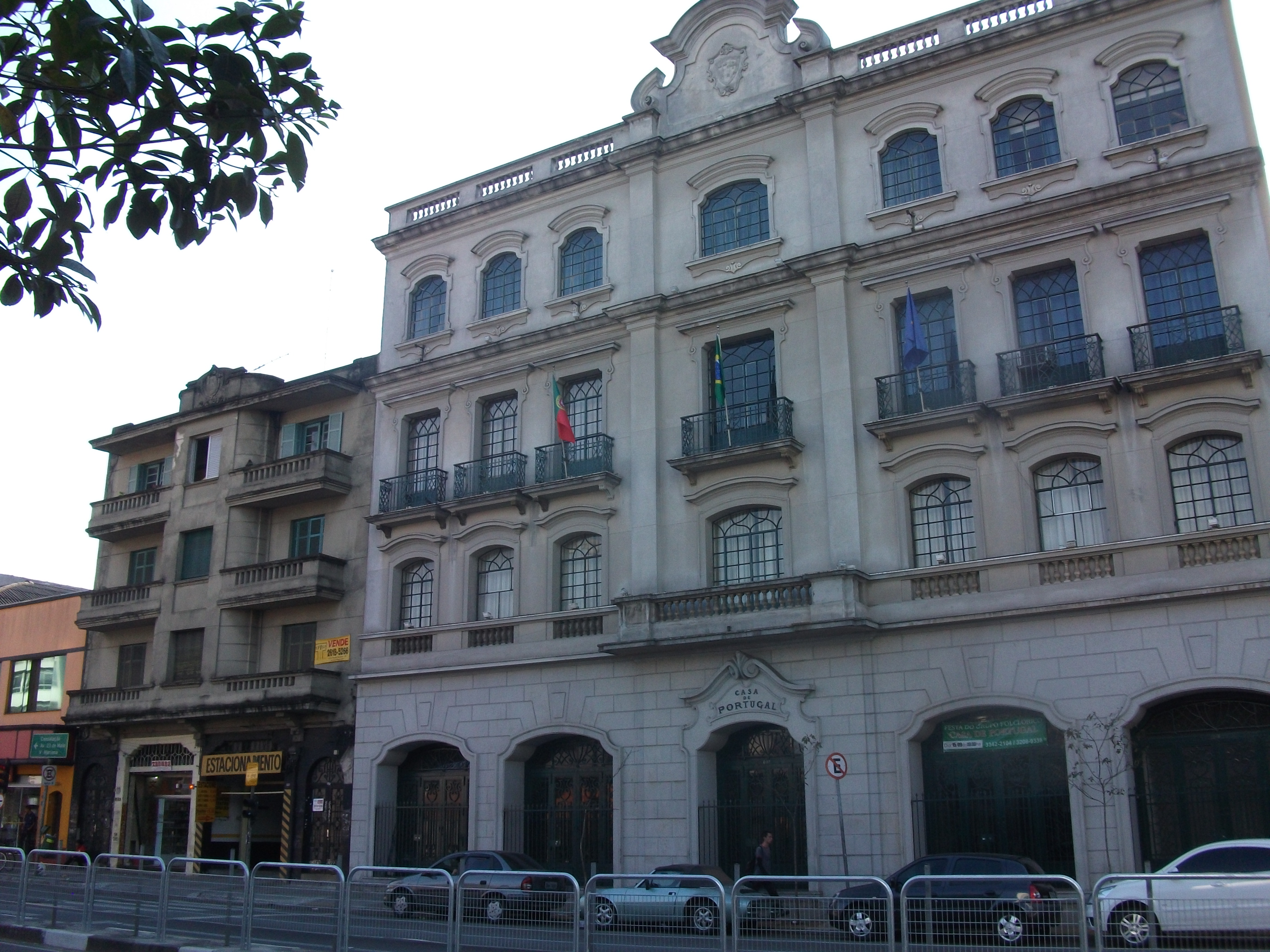
Prédio da Casa de Portugal, associação de imigrantes portugueses da cidade de São Paulo.

Em 1886, a Comissão Central de Estatística recenseou a população da província. Entretanto, a parte do censo contendo o número de imigrantes se acha parcial, pois vários municípios importantes, como Campinas, Sorocaba e Itu, não preencheram as fichas sobre este tema ou o fizeram de modo insatisfatório. Mesmo assim, percebe-se, pelos municípios que entregaram seus dados, que a imigração portuguesa vinha aumentando, ao se comparar com o censo de 1872: o número destes imigrantes havia aumentado para pelo menos 10 046 indivíduos. Dos municípios que preencheram as fichas sobre a imigração, as maiores concentrações de portugueses estavam em São Paulo (3 502), Espírito Santo do Pinhal (475), São Carlos (464), Piracicaba (364), Guaratinguetá (331), Limeira (330) e Amparo (300). Municípios acima de 200 portugueses incluíam Areias, Araras, Descalvado, Botucatu e São Simão. Com pelo menos uma centena deles, ainda havia Pirassununga, Ribeirão Preto, Pindamonhangaba, Santana de Parnaíba, Itatiba, Caconde, Batatais e Taubaté.
Das últimas décadas do século XIX até 1900, os portugueses representaram somente 10% das entradas de imigrantes no estado de São Paulo. Após o Decreto Prinetti de 1902, a imigração italiana caiu drasticamente, enquanto que a portuguesa cresceu enormemente, sobretudo entre 1910 e 1914. Ao contrário do Rio de Janeiro, para onde se dirigiu uma imigração maciçamente masculina, em São Paulo havia grande número de mulheres portuguesas, chegando as mulheres lusas a compor 40% da imigração total na segunda década do século XX. Os portugueses preferiam se dirigir para os centros urbanos, com destaque para as cidades de São Paulo e de Santos. Ali, exerciam atividades comerciais e artesanais, além de trabalhos assalariados na indústria e em obras públicas. Em 1920, havia, de acordo com o censo realizado no mesmo ano, 167 198 portugueses no estado de São Paulo, não contando os naturalizados brasileiros. Os municípios com as maiores quantidades destes imigrantes eram a Capital (64 687), Santos (21 040), Campinas (4 267), São José do Rio Preto (3 507), Araraquara (2 915), Ribeirão Preto (2 706), Barretos (2 091) e Jaboticabal (2 020).